# Andreas D. Ebert

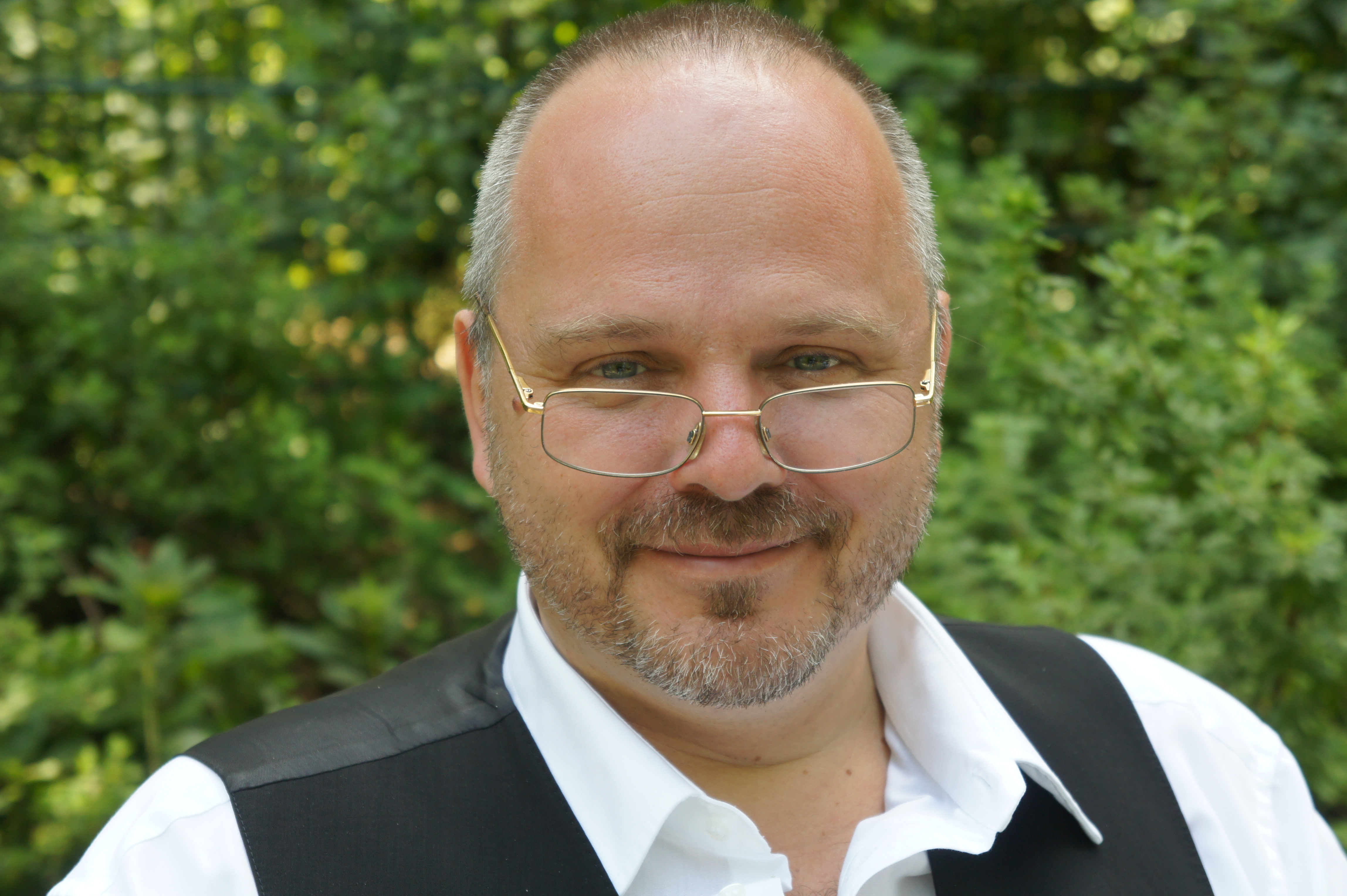
Andreas D. Ebert (2011)

Andreas Dietmar Ebert (* 6. Januar 1963 in Berlin) ist ein deutscher Frauenarzt, Geburtshelfer und Historiker.

## Familie und Ausbildung
Andreas D. Ebert wurde in Berlin geboren. Sein Vater ist der theoretische Physiker Dietmar Ebert, seine Mutter ist die Finanzökonomin Gisela Ebert. Das Abitur bestand er 1980 in Dubna (UdSSR). Im gleichen Jahr erhielt Ebert die Zulassung zum Medizinstudium und begann im damaligen Wilhelm-Griesinger-Krankenhaus Berlin-Biesdorf seine Tätigkeit als Vorpraktikant. Nach dem üblichen NVA-Grundwehrdienst studierte von 1983 bis 1990 Medizin am Universitätsklinikum Charité der Humboldt-Universität zu Berlin. 1986 verteidigte er seine Diplomarbeit am Institut für Anatomie. 1990 wurde er mit der Arbeit „Untersuchungen zur individuellen prätherapeutischen Zytostatikawirksamkeit an menschlichen Tumoren in vitro (Organkultur) und in vivo (subrenale Kapseltechnik)“ am Zentralinstitut für Krebsforschung der Akademie der Wissenschaften der DDR promoviert. Die Facharztausbildung erhielt Ebert an der Klinik für Onkologie, Universitätsklinikum Charité, sowie an der Frauenklinik des Universitätsklinikums Benjamin Franklin der Freien Universität Berlin (heute Campus Benjamin Franklin der Charité). Von 1991 bis 1995 studierte er Geschichte an der Technischen Universität Berlin und wurde hier 1995 mit der Arbeit „Jüdische Akademiker an preußischen Universitäten“ promoviert. Von 1997 bis 1999 forschte Ebert als Stipendiat der Deutschen Forschungsgemeinschaft (DFG) im Laboratory of Tumor Immunology and Biology, National Cancer Institute der National Institutes of Health, Bethesda, USA. Er habilitierte sich 2000 am Fachbereich Humanmedizin der Freien Universität Berlin mit der Arbeit „Expression und biologische Funktionen von Cripto-1, einem Mitglied der neuen EGF-CFC-Wachstumsfaktorfamilie, in menschlichen Zervixkarzinomen“.

## Klinische Tätigkeit
Von 2000 bis 2005 war Ebert Oberarzt und geschäftsführender Oberarzt der Frauenklinik und Poliklinik, Universitätsklinikum Benjamin Franklin, Freie Universität Berlin. 2005 wurde er zum außerplanmäßigen Professor an der Charité-Universitätsmedizin Berlin ernannt. Von November 2005 bis 2013 war er Chefarzt der Klinik für Gynäkologie und Geburtsmedizin im Vivantes Humboldt-Klinikum in Berlin. Hier etablierte er unter anderem die Endometriosetherapie sowie das Interdisziplinäre Beckenbodenzentrum, integrierte die Klinik in das Tumorzentrum Nord, gründete ein Forschungslabor, schuf die Marke „Berlin-Brandenburger Kurs für Gynäkologische Endoskopie“ und baute das operative Ausbildungs-Curriculum aus. In diese Zeit fällt auch die Entwicklung neuer Operationstechniken der gynäkologischen Viszeralchirurgie sowie der gynäkologisch-endokrinen Chirurgie. Seit 2014 ist Andreas D. Ebert in eigener Praxis in Berlin-Schöneberg niedergelassen.

## Leistungen
Eberts Spezialgebiete sind die minimalinvasive operative Gynäkologie, die Endometrioseforschung und -therapie, die gutartigen gynäkologischen Erkrankungen (u. a. Myome) sowie die gynäkologische Onkologie. Im Jahre 2000 gründete Ebert das Endometriosezentrum Berlin (EndoZB) der Charité und 2006 das erste in Deutschland zertifizierte Endometriosezentrum im Berliner Humboldt-Klinikum.
Ebert ist Vorsitzender der Deutsch-Russischen Gesellschaft für Gynäkologie und Geburtshilfe (DRGGG), Präsident der Deutsch-Azerbaijanischen Gesellschaft für Gynäkologie und Geburtshilfe (DAGGG) und war Präsident der Gesellschaft für Gynäkologie und Geburtshilfe in Berlin (GGGB, gegr. 1844) sowie Sprecher der Kommission Uterus der Arbeitsgemeinschaft für Gynäkologische Onkologie (AGO). Seit 2012 leitet er die Sektion „Mutter und Kind“ des Koch-Metschnikow-Forum (KMF). 2018 wurde Ebert zum ordentlichen Mitglied der Akademie gemeinnütziger Wissenschaften zu Erfurt gewählt.
Seine Interessen liegen zudem auf den Gebieten der neueren deutschen Geschichte, der deutsch-jüdischen Historie, der Geschichte Russlands und der Medizingeschichte.

## Auszeichnungen
- 2018: Ordentliches Mitglied der Akademie für gemeinnützige Wissenschaften zu Erfurt
- 2016: Verdienstkreuz am Bande des Verdienstordens der Bundesrepublik Deutschland
- 2013: Ernennung zum Ehrendoktor (Dr. h. c.) der Staatlichen Medizinischen Universität Krasnojarsk, Russland
- 2013: Ernennung zum Ehrendoktor (Dr. h. c.), Föderatives Zentrum für Mutter und Kind, Jekaterinburg, Russland
- 2006: Ernennung zum Ehrendoktor (Dr. h. c.) durch den Akademischen Senat der Universität für Medizin in Baku, Aserbaidschan
- 1996: Ehrenmitglied der Russischen Assoziation der Onkologen & Gynäkologen, Sankt Petersburg
- 1995: Johann-Georg-Zimmermann-Preis für Krebsforschung (im Team von Gerhard Schaller)

## Veröffentlichungen (Auswahl)
- mit U. Ulrich und M. David: Berühmte Berliner Ärzte und ihre letzten Ruhestätten. Be.Bra Verlag Berlin-Brandenburg 2020
- als Hrsg. mit Ingrid Kästner und Michael Schippan (Hrsg.): Deutsch-russische Beziehungen in der Frauenheilkunde & Geburtshilfe – Geschichte, Gegenwart und Perspektive. Beiträge des Symposiums der Deutsch-Russischen Gesellschaft für Gynäkologie und Geburtshilfe (DRGGG) mit der Akademie gemeinnütziger Wissenschaften zu Erfurt am 31.10.2018 in Berlin im Rahmen des 62. Kongresses der Deutschen Gesellschaft für Gynäkologie und Geburtshilfe (DGGG). Shaker Verlag, Düren 2020 (= Europäische Wissenschaftsbeziehungen [= Horst-Rudolf-Abe-Studien für Wissenschaftsgeschichte.] Supplement 3).
- Endometriose – ein Wegweiser für die Praxis. 5., neubearbeitete Auflage. De Gruyter, Berlin/New York 2019.
- Gynäkologische Laparoskopie. 3., neubearbeitete Auflage. De Gruyter, Berlin/New York 2018.
- Die gynäkologische Untersuchung. 2., neubearbeitete Auflage. De Gruyter, Berlin/New York 2018
- mit M. David (Hrsg.): Berühmte Frauenärzte in Berlin. Band 2, Frankfurt am Main 2018
- mit M. David (Hrsg.): Berühmte Frauenärzte in Berlin. Band 1, Frankfurt am Main 2007 (2. Auflage 2017).
- mit M. David (Hrsg.): Geschichte der Berliner Universitäts-Frauenkliniken. De Gruyter, Berlin/New York 2010.
- Jüdische Hochschullehrer an preußischen Universitäten 1870–1924. Frankfurt am Main 2008.
- mit M. Kaufmann, M. W. Beckmann, G. Emons, P. Dall, P. Hantschmann, G. von Minckwitz und B. Schmalfeldt (Hrsg.): Aktuelle Empfehlungen der Arbeitsgemeinschaft Gynäkologische Onkologie. München/Wien/New York 2006.
- mit H.-K. Weitzel (Hrsg.): Gynäkologischer Untersuchungskurs für Studium, Klinik und Praxis. De Gruyter, Berlin/Heidelberg/New York 1998.
- mit H.-K. Weitzel (Hrsg.): Die Berliner Gesellschaft für Geburtshilfe und Gynäkologie 1844–1994. De Gruyter, Berlin/Heidelberg/New York 1994.

## Mitgliedschaften (Auswahl)
- Gesellschaft für Geburtshilfe und Gynäkologie in Berlin (GGGB, gegr.1844)
- Deutsche Gesellschaft für Gynäkologie und Geburtshilfe (DGGG, gegr. 1885)
- Deutsch-Russische Gesellschaft für Gynäkologie und Geburtshilfe (DRGGG, gegr.1999) e. V.
- Deutsch-Aserbaidschanische Gesellschaft für Gynäkologie und Geburtshilfe (DAGGG, gegr. 2005) e. V.
- Gesellschaft für Natur- und Heilkunde (GNH, gegr. 1810)
- Arbeitsgemeinschaft für Gynäkologische Onkologie (AGO)
- Koch-Metschnikow-Forum (KMF, Leiter der Sektion „Mutter & Kind“)
- Deutsch-Russisches Forum (DRF)